# Lahja Ishitile
Lahja Ishitile (* 21. Juli 1997 in Outapi) ist eine namibische Behindertensportlerin und paralympische Athletin. Ishitile ist vollständig erblindet und nimmt in der Startklasse T11 bzw. T12 teil.
Ishitile gewann bei den Commonwealth Games 2014 die Bronzemedaille über die 100 Meter (T12) und bei den Afrikaspielen 2015 Bronze über die 200 Meter (T11). Sie war Teilnehmerin der Sommer-Paralympics 2016, wo sie über die 100 Meter und 200 Meter jeweils das Halbfinale erreichte. Vier Jahre später erreichte sie über die 400 Meter das Halbfinale und nahm erstmals im Weitsprung teil. Ishitile erlief bei den Para-Leichtathletik-Weltmeisterschaften 2023 in Paris die Silbermedaille über die 400 Meter. Ein Jahr später gewann sie in Kōbe in Japan Bronze. im gleichen Jahr gewann sie über 400 m bei den Sommer-Paralympics 2024 Gold und über die 100 Meter Bronze. Im Vorlauf über die 200 Meter lief Ishitile mit 24,82 s sowie über die 100 Meter in 12,12 s afrikanischen Rekord im Finale über die 400 Meter in 56,20 s Paralympischen Rekord.
Ishitile erhielt 2018, 2019, 2021 und 2022 die Auszeichnung zu Namibias Behindertensportlerin des Jahres.

## Bestzeiten
- 100 m, 12,12 s, 2. September 2024, Paris (afrikanischer Rekord)
- 200 m, 24,82 s, 5. September 2024, Paris (afrikanischer Rekord)
- 400 m, 56,20 s, 31. August 2024, Paris (Paralympischer Rekord)